# Microsoft BizTalk Server
Microsoft BizTalk Server, a menudo denominado simplemente "BizTalk", es una plataforma de integración de procesos de negocio. Por medio del uso de adaptadores diseñados para comunicarse con diferentes tipos de software usados en una empresa de gran tamaño, permite a las compañías automatizar e integrar los procesos de negocio. 
El servidor lo ofrece Microsoft, y viene equipado con las siguientes funciones: 
- Integración de Aplicaciones Empresariales o EAI (siglas en inglés de Enterprise Application Integration),
- Automatización de Procesos Empresariales o BPA (siglas en inglés de Business Process Automation),
- Modelado de Procesos de Negocio o BPM (siglas en inglés de Business Process Modeling),
- Comunicación Business-to-business (B2B) y
- Message Broker.

BizTalk permite a las compañías integrar y administrar los procesos de negocios intercambiando documentos de negocios, como pueden ser órdenes de compras y facturas entre diferentes aplicaciones dentro del ámbito de la empresa o incluso fuera de ella.
El desarrollo de BizTalk Server se ha hecho por medio de Microsoft Visual Studio.